# 雙黑點尖胸沫蟬
雙黑點尖胸沫蟬（学名：Aphrophora arisana）为尖胸沫蟬科尖胸沫蟬屬下的一个种。